# 561 a.C.
Il 561 a.C. (DLXI a.C. in numeri romani) è un anno  del VI secolo a.C.

## Eventi
- Grecia: Pisistrato s'impone come tiranno sulla città di Atene, a séguito del conflitto tra le classi più alte e da quelle più infime dopo la riforma di Solone.